# マクロビオティック
マクロビオティック (macrobiotics) は、従来の食養に、桜沢如一による陰陽論を交えた食事法ないし思想である。長寿法を意味する。玄米、全粒粉を主食とし、主に豆類、野菜、海草類、塩から組み立てられた食事である。身土不二、陰陽調和、一物全体といった独自の哲学を持つ。運動創始者の桜沢如一は、石塚左玄の玄米を主食とした食事法のための食養会に所属し会長も務めた後、思想を発展させ、また民間運動として世界に普及させた。他の呼称に玄米菜食、穀物菜食、自然食、食養、正食、マクロビ、マクロ、マクロバイオティックがある。
マクロビオティックの運動の始まりとしては、1928年に桜沢如一が行った講習会であると桜沢の夫人が述べている。現在ではさまざまな分派が存在するが、桜沢如一に端を発した食に関する哲学や独自の宇宙感に関してほぼ同じ考えを保っており、また各集団も連携している。2010年代には、マクロビオティックの健康効果の推定と、乳がんや 糖尿病にて 臨床試験を実施した医学論文が出されており、日本でも栄養学者等を招いたシンポジウムが開催されている。

## 語源
マクロビオティックは、マクロとビオティックの合成語である。語源は古代ギリシャ語「マクロビオス」であり、「健康による長寿」「偉大な生命」などといった意味である。18世紀にドイツのクリストフ・ヴィルヘルム・フーフェラントが長寿法という意味合いで使いはじめた。
マクロビオティックはフランス語など、ラテン語系の言語での発音を日本語表記したものである。英語ではマクロバイオティクスに近い発音である。
マクロビオティックを実践している人のことを、マクロビアン、穀菜人(こくさいじん)と呼ぶこともある。

## 特徴
玄米を主食、野菜や漬物や乾物などを副食とすることを基本とし、独自の陰陽論を元に食材や調理法のバランスを考える食事法である。
おおむね以下のような食事法を共通の特徴とする。

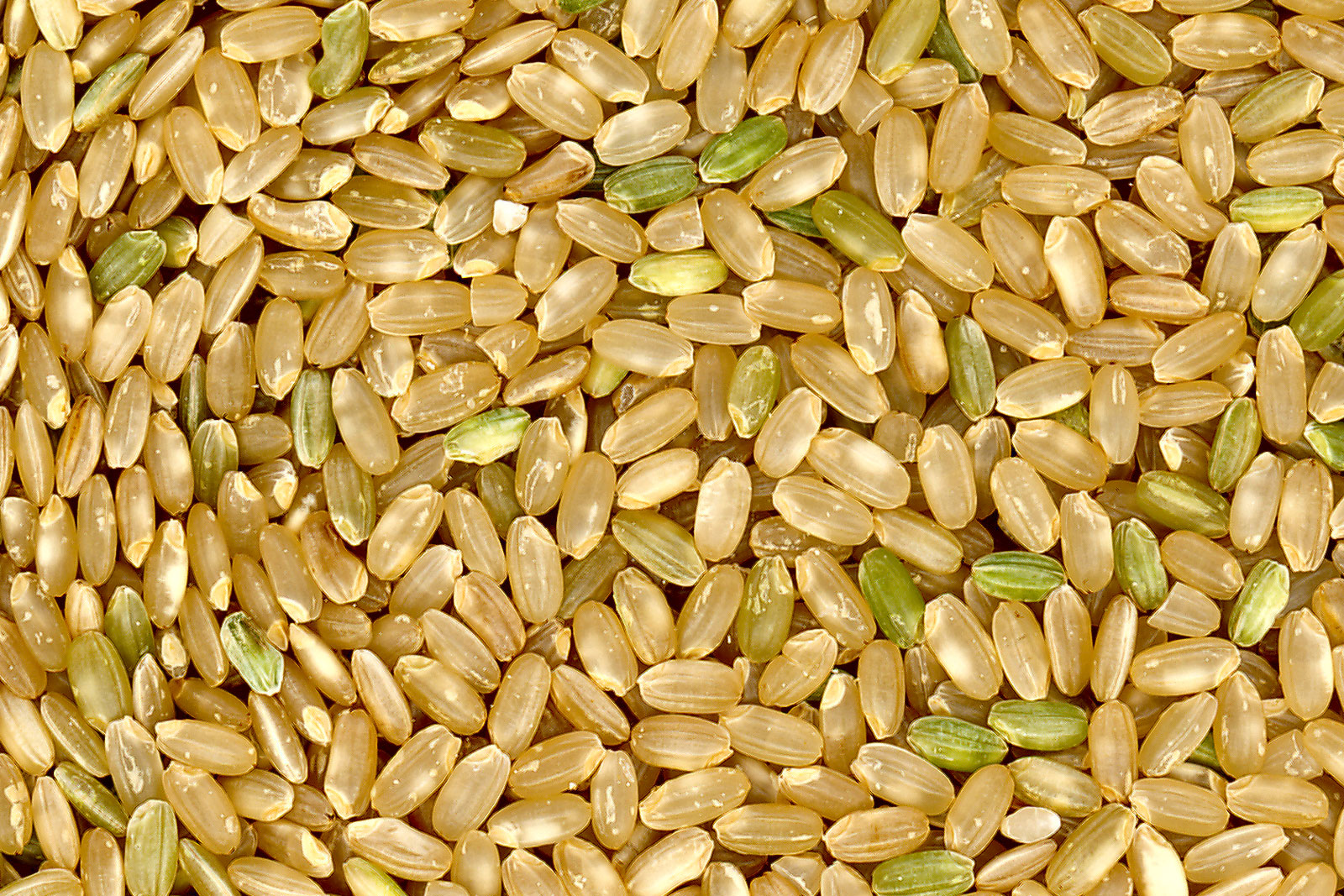
玄米

- 玄米や雑穀、全粒粉の小麦製品などを主食とする。
- 野菜、穀物、豆類などの農産物、海草類を食べる。有機農産物や自然農法による食品が望ましい。
- なるべく近隣の地域で収穫された、季節ごとの食べものを食べるのが望ましい。
- 砂糖を使用しない。甘味は米飴・甘酒・甜菜糖・メープルシロップなどで代用する。
- 鰹節や煮干しなど魚の出汁、うま味調味料は使用しない。出汁としては、主に昆布や椎茸を用いる。
- なるべく天然由来の食品添加物を用いる。塩はにがりを含んだ自然塩を用いる。
- 牛、馬、豚、鶏などの肉類や卵、乳製品は用いない。ただし、卵は病気回復に使用する場合もある。
- 厳格性を追求しない場合には、白身の魚や、人の手で捕れる程度の小魚は、少量は食べてよいとする場合もある。
- 皮や根も捨てずに用いて、一つの食品は丸ごと摂取することが望ましい。
- 食品のアクも取り除かない。
- コーヒーは身体を冷やすので避ける。
- 「一物全体」「身土不二」「陰陽調和」の、三大理念を柱に持つ。

## 思想としての側面
マクロビオティックは、むしろ思想に近いものであり、病状などに即して栄養学的にメニューを調整するといった食事療法とは根本的に異なり、生活そのものを改善するような平和運動を伴った思想が根底にあるとされる。
さらに、陰陽思想を食のみならず、生活のあらゆる場面で基礎とすべく、万物を陰と陽に分類する無双原理という哲学を提唱した。そして、この独自の哲学を含む食生活運動へと発展させた。
食養会は、時代背景も反映して「米はウカノミタマや天皇家の象徴であり神聖である」として食養を奨励し、当時の世論である国家神道や八紘一宇の世界観から平和的な世界統一観を主張していた。
宗教学者の島薗進はエコロジー運動とよく似た考えや、宗教的な敬虔さを含んだ日本独自の思想が20世紀初頭にも存在していたという指摘をしている。また島薗進は個々の現象への陰陽の割り当ての方法が恣意的であり、食物の陰陽調和や病気に対する対処の根拠について十分な根拠があるか疑問であると指摘している。

## 起源

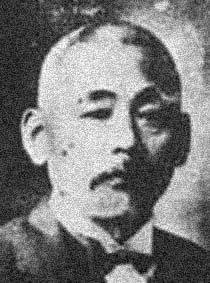
石塚左玄。

思想的な基盤は、食育で著名な明治時代の薬剤監であり医師であった石塚左玄の食物に関する陰陽論である。桜沢は左玄の結成した食養会で活躍することを通して食事療法(食養)を学び、独自に研究した。
左玄の著書に『化学的食養長寿論』があり「化学的」と冠しているが、左玄は当時の科学に敬意を持ち、当時の栄養学では重要視されなかった、栄養素のナトリウムとカリウムを陰陽のバランスと見て重要視し、独自の理論を提唱した。（中医学ではないため、この分類は中医学の陰陽論に基づく分類とはかなり異なる）。左玄は「白い米は粕である」として玄米には栄養が豊富に含まれていると主張してきた。
左玄の『化学的食養長寿論』の序には「食よく人を養うも、またよく病を医す」とある。人間の食物は穀物が主体であり、草食や肉食にすぎることなく。ただし、禅宗の僧侶、欧米のベジタリアンなど動物性の食物を食べなくても健康長寿の楽しみを得ることができる。身土不二として、その土地にその季節にできるものを食べよ。明治時代の西洋にかぶれたハイカラ教授は肉、バター、牛乳、卵だけが栄養かのように言うが、ナトリウムが多いのは動物性、カリウムが多いのは植物性、中間に玄米があり調和よく食べよ。一物全体、生命体は全体において調和しているのだから、全体を食べよ。刺身のような部分、皮をむくこと、白米、精白小麦粉、砂糖のように部分で食べれば、多病の千弱な人間となる。
マクロビオティックの運動の始まりとしては、1928年に桜沢如一が行った講習会であると、桜沢の夫人が述べている。如一は、1910年代には食養会に入会し、雑誌『食養雑誌』に投稿をはじめ、1937年には食養会の会長に就任、1939年、同会を脱退した。同時期1929年よりフランスのパリに渡り、1931年には本を出版し、各種の新聞や雑誌で鍼灸、華道、柔道、など東洋について論じた。
1940年9月、無双原理講究所を滋賀県大津市に開設し、それは後に日吉にできたメゾン・イノグラムスとなる。メゾン・イノグラムスは、通称MIと略され、意味は無知者の家、愚か者の家といったところで、世界政府運動も行っていたため、世界政府の家とも呼ばれたが、ここに門下生が集い共に生活した。『世界政府』新聞や雑誌の『コンパ』や『サーナ』を発行し、女子はこれを売り歩いた。後にMIはCI協会となるが、これはセンター・イノグラムスであり、無知者の本部といったところである。
当初、桜沢は左玄の考え方に従い、鳥・魚・卵を少しなら食べてもよいとしていたが、晩年にそれらも食べない菜食が正しいという見解に到っている。

## 展開
現在ではさまざまな分派が存在するが、桜沢如一に端を発した食に関する哲学や独自の宇宙感に関してほぼ同じ考えを保っており、また各集団も連携している。
初期の頃から、欧米風の動物性食物の多い食事とそれに起因すると考えられる疾病の多発、食肉を得るための多大なエネルギーの浪費や環境汚染や飢餓問題、非効率的な消費や病気の増加による経済的な損失が存在すると批判してきた。その後の運動の展開としては、久司道夫、菊池富美雄、相原ヘルマンらが主に海外で、松岡四郎、大森英櫻、岡田周三、山口卓三、奥山治らが主に国内で広めた。マクロビオティックは菜食主義の一種と解されることもある。
桜沢は左玄の陰陽論をヒントに、食品を「陰性」「中庸」「陽性」に分類することを追求した。産地の寒暖や形而上の特徴から牛乳・ミカン類・トマト・ナス・ほうれん草・熱帯産果実・カリウムの多いものなどを「陰性」とした。玄米・本葛粉（他のデンプンを混合した物は、「中庸」ではない）は「中庸」、塩や味噌・醤油・肉などナトリウムの多いものは「陽性」とした。桜沢は当時の科学にも結び付けたと主張している。これは現在の栄養学的、科学的な分類とは異なる。
また、桜沢は、ルイ・ケルヴランによる生体内で原子転換が起こるという生物学的元素転換説を支援し『生体による原子転換』や『自然の中の原子転換』を日本とフランスで同時に発売した。久司も、生体内で日夜元素が別の元素に変わる原子転換が行なわれていると主張している（ただし、このような現象は科学的には否定されている）。
2007年の世界がん研究基金の報告では、以前にマクロビオティックや菜食ががんの発症を少なくさせるという報告もあるが、現時点では食事法とがんのリスクの関係には確かな結論を下すことはできないとしている。
2010年代には、栄養学との接近が見られている。東アジア米機能標準化会議では、マクロビオティックの食事と健康といった表題で栄養摂取状況の研究報告が行われている。女子栄養大学の副学長である香川靖雄は、大学の大学院生がマクロビオティック実践者を含めベジタリアンの研究を行っていることを紹介して対談し、700年から1911年までの僧侶2294名の平均寿命のデータから、肉を許容している浄土真宗の平均寿命が低く、玄米食で菜食の禅宗の平均寿命が長いなど言及し、「マクロビオティックのような食事は非科学的と思われていたがそうではない」と述べている。（香川自身、厳格な菜食者を対象とした研究を主導している）
2015年には8回目の「マクロビオティック医学シンポジウム」が開催され、香川靖雄や国立健康・栄養研究所の元理事長である渡邊昌の参加が見られる。

## 海外での展開と逆輸入
桜沢如一はこれを広めるべく1929年に渡仏、1960年代に渡米して、弟子の久司道夫らとともに「禅・マクロビオティック」と唱えて普及した。アメリカの宗教学者によればニューエイジ運動の推進的なものの一つに数えられる。
1950年代、久司がアメリカでマクロビオティックを広めようとした頃は、当時の栄養学と矛盾していることから大きな反発があったという。政府によって禁止措置がとられたこともあったが、久司が風土を考慮し再構築したマクロビオティックを広めていったことで1970年代以降に政府や栄養学会に受け入れられるようになったとされる。
当初アメリカでは、東洋思想への関心から久司らのもとに集まったヒッピー達と共に日本のマクロビオティックの食事を日本語の呼び名で広めていった。
1977年には、従来の欧米型食生活が生活習慣病の増加をもたらしているとの反省から「アメリカの食事目標（マクガバン・レポート）」（肉や牛乳の摂取が癌を促進するとされる大規模な疫学調査結果と実験結果）が打ち出され、それを機に伝統的な和食への関心が高まり、同時にマクロビオティックの考え方も見直されるようになった。この食事目標の作成にあたって委員会のリーダであるジョージ・マクガヴァンや、原案をまとめたハーバード大学のヘグステッドも久司らと話し合いを行ったとされる。
久司は自著にて、マクロビオティックが大きく受け入れられた象徴的なイベントとして、ハーバード大学が主催しWHO（世界保健機関）がバックアップした国際栄養学会の晩餐に食事をつくることが要請されたと記している。こうした久司道夫を中心とする地道な活動が徐々に広がり、1999年には久司道夫が日本人として初めてアメリカ国立歴史博物館であるスミソニアン博物館に殿堂入りを果たす。
アメリカではザ・リッツ・カールトンホテルで採用されたり、ベンジャミン・スポックや前副大統領のアル・ゴア、ハリウッドスターなど著名人にも実践者がいると主張される。国内では、近年になって歌手のマドンナや、トム・クルーズらが愛好家として雑誌等で紹介され、注目され始めた。そして、健康食ブームに伴って、カフェができたり、ムックなどの各種出版物が刊行されたりするなど、注目が集まった。2005年には、日本経済新聞で1947～1957年生まれの女性の1割以上が実践していると報道された。
イギリスにおいては、久司から指導を受けたサイモン・ブラウンが、英国マクロビオティック協会を設立、会長を務めた。マクロビオティックの他、風水、九星気学、指圧、氣功、漢方薬などの知識もあるサイモンは、モダン・マクロビオティックを提唱している。

## 医学的評価
2015年の調査では、マクロビオティックの食事法は、多くの場合、ビタミンD、ビタミンB12、カルシウムの栄養素を除いて推奨栄養所要量（RDA）を満たし、国民健康栄養調査のデータよりも抗炎症性があるとされている。一般集団に比較して、血清脂質や血圧が低いため心血管疾患の予防に有益であると考えられ、その食事構成は他の疫学によるがんリスクとの関係に照らして、がんの予防に有益だろうとされる。
2010年の報告では、既にがんをわずらっている場合には議論があり、注目される症例の報告はその治療効果を裏付けているが、有効性を証明するには不十分であるとされている。イタリアの多施設のランダム化比較試験の2012年の報告では、乳がんの再発率を低下させる可能性があることがわかった。2016年のイタリアの腫瘍内科学会の見解では、がんにおけるマクロビオティックや完全菜食は栄養状態を悪化させる可能性があるため推奨できないとしている。
2019年のシステマティックレビューで、6か月以上の糖尿病管理のランダム化比較試験を探索し、マクロビオティックでは血糖制御を改善するという証拠があり、結論としてよりよい血糖制御のために完全菜食、菜食、地中海食を導入すべきという証拠が見つかり、調査のためにより長期の試験が必要とされる。マクロビオティックの食事法は食物繊維に富み、既存の研究から健康への効果が推測できるため、Mario Pianesiが糖尿病向けにしたMa-Piマクロビオティックの研究がある。2014年の2型糖尿病患者に対するランダム化比較試験では、21日後には推奨される標準食と比較して、代謝を大きく改善する結果が得られた。その6か月後の追跡調査では、変化は維持されHbA1cや体重を減少させており血糖制御を改善させていた。データは解析され、標準食よりも優れ、インスリン抵抗性と炎症の指標を低下させる安全な手法であった。食事法が腸内細菌叢を変化させるため、特に急速に血糖値を改善する必要がある場合などには、正当な追加治療であるとみなすことができる。腸内微生物の異常を調節し多様性を高め、特に炎症誘発性の細菌の増加を抑止する。反応性低血糖でも血糖制御が容易となる。

## 議論
1971年にはAMAの食品栄養部会はマクロビオティック、特に厳格に守っている人は「『非常に危険な』栄養失調の危機に立っていた」と記載している。しかし後の1987年には、AMAはその「Family Medical Guide」において「全般としては、マクロビオティックは健康的な食の方法である」ともしている。
マクロビオティックの手法、主張は個人や団体によって異なっているが、それらの中には深刻な合併症を引き起こす可能性がある主張が含まれているケースがあるとされる。アメリカがん協会は2008年に「玄米と水のみを摂取するというような古典的なタイプのマクロビオティックは深刻な栄養失調と死に直結する。また、動物性食品を一切取らないという厳格なマクロビオティックは、それがよほど慎重に計画されたものでない限り、栄養失調を引き起こす可能性がある。癌患者においては、不必要な体重減少に対して栄養素や必要カロリーの摂取を増やすと言う形で対抗しなければならないケースがあり、その場合悪影響が出る可能性があり危険である」と弊害が起こる可能性を記載している。さらに「この手の方法を単独で当てにしたり、一般に行われる治療を避けたり行うのを遅らせたりすることにより健康に深刻な結果をもたらす恐れがある。」とも記載している。 これはマクロビオティックにおける七号食と呼ばれ10日間行うものであり、長期に継続するものではない。
また、アメリカがん協会は「子供はマクロビオティックによる栄養失調に特になりやすい可能性がある」としている。また妊婦や授乳についても「マクロビオティックは妊娠や授乳期間中の女性についてテストを行っていない。またいくつかの方法について、胎児の健全な発育に必要な栄養素を含んでいない可能性がある」ともしている。
2000年前後に、懐疑論の哲学者ロバート・キャロルは、自身の一般書において1993年の出典を根拠に「マクロビオティックス食事法が健康に役立つとしても、それは偶然である。なぜなら、マクロビオティックスは食物を物理的品質や栄養学的品質にもとづいて選んでいるのではなく、形而上学的特性で選んでいるのにすぎないからである。マクロビオティックスの食事法は、主に全粒の穀物（whole grains、玄米など）や野菜、マメ類からなる」とだけ述べており、栄養学的品質にどのように基づいていないのかといった具体的な説明は欠いている。しかし2010年の臨床栄養学の論文では、複合炭水化物を選び、低脂肪で繊維に富む菜食であるマクロビオティックの食事では、心血管疾患の有効な予防戦略であり、証拠はまだ十分でないもののがん予防に有益な食事構成でもあるとされている。

## 関連人物
- 松岡四郎 - 桜沢のもとで唯一6年間学んだ弟子。
- ジョン・ケージ - 彼の晩年の食生活は、キノコを醤油とごま油で調理するなど、ベジタリアン色の強いものになった。
- 忌野清志郎 - 喉頭癌でマクロビオティックを取り入れた代替療法を行っていた。
- 坂本龍一 - 持田綱一郎著「世界が認めた和食の知恵　マクロビオティック物語」（新潮社刊）に寄せて「この考え方を知った時、ぼくは衝撃を受けた」との言葉を寄せている。